# Эпикид
Эпики́д (др.-греч. Ἐπικύδης) — карфагенский полководец периода Второй Пунической войны, затем последний правитель Сиракуз (214—212 до н. э., совместно с братом).
Сын сиракузянина и карфагенянки, родился и вырос в Карфагене, куда переселился его дед, будучи изгнан Агафоклом. Вместе со старшим братом Гиппократом служил в армии Ганнибала в Испании и Италии. Когда после битвы при Каннах Гиероним Сиракузский направил посольство к Ганнибалу, карфагенянин выбрал двух братьев для ответной миссии к царю. Им удалось убедить Гиеронима разорвать союз с Римом и начать против него боевые действия, причём Гиппократ и Эпикид возглавили передовой отряд из 2000 воинов. Но последовавшее вскоре убийство молодого царя заговорщиками едва не перечеркнуло планы Эпикида и Гиппократа по вовлечению Сиракуз в войну против римлян. Сначала они даже посчитали более безопасным вернуться к Ганнибалу, но вскоре обнаружили, что смогут защитить карфагенские интересы, оставаясь в Сиракузах, где им удалось добиться избрания полководцами вместо убитых в ходе борьбы политических группировок Адранодора и Фемиста.
Когда в сиракузском правительстве снова возобладала проримская партия, Гиппократ и Эпикид подняли против него зависимые от Сиракуз Леонтины. Однако римляне под командованием Марцелла быстро захватили город и устроили расправу над перебежчиками и местными жителями; укрывшиеся при штурме в цитадели «с малым отрядом» братья ночью бежали в соседний город. Сиракузское правительство назначило награду за головы Гиппократа и Эпикида, но братьям удалось привлечь на свою сторону высланный для усмирения леонтинцев 8-тысячный отряд, после чего при поддержке народа они были переназначены на должности верховных магистратов. Марцелл немедленно осадил Сиракузы. Братья распределили обязанности: Эпикид возглавил гарнизон города, а Гиппократ вместе с карфагенским полководцем Гимильконом принял командование над полевой армией, действовавшей против второго римского войска Аппия Клавдия. Когда римлянам в результате предательства удалось проникнуть в Сиракузы, Эпикид мужественно защищал укрепления внутри городской черты, надеясь на помощь карфагенян. После подхода карфагенского флота Эпикид совершил вылазку, но был отбит. Вскоре обе армии охватила эпидемия чумы, от которой умер Гиппократ.
В итоге, лишившись поддержки Карфагена и убедившись в невозможности удержать Сиракузы, Эпикид отплыл в Агригент. Оттуда вместе с карфагенянином Ганноном и ливофиникийцем Муттином он организовывал рейды против римлян, до тех пор пока входившая в их корпус нумидийская конница не взбунтовалась. После падения Агригента в 210 году до н. э. Эпикид вместе с Ганноном бежал в Карфаген, позже его имя в источниках не упоминается.